# Vrijthof
Een vrijthof is een omheinde plaats, een voorhof van de kerk of een omheinde hof (in middeleeuws Nederlands vrithof). Het is ontstaan uit het oudheidkundige vriten wat begunstigen betekent. Niet te verwarren met een kerkhof (Duits: Friedhof). De huidige Duitse en Nederlandse term hebben weliswaar niet dezelfde betekenis meer, maar wel dezelfde etymologische oorsprong.
Een andere theorie is dat het woord van het Gotische woord Freidjan is afgeleid, hetgeen sparen betekent; een plek waar je onder de bescherming van de kerk stond en dus gespaard werd.
Een van de bekendste 'vrijthoven', is het Vrijthof in Maastricht, dat voor de Sint-Servaaskerk ligt.
Vrijhof, zoals in het Friese Ferwerd, heeft dezelfde betekenis.

## Locaties
- Ferwerd: Vrijhof
- Hilvarenbeek: Vrijthof
- Klimmen: Vrijthof
- Maastricht: Vrijthof
- Oirschot: Vrijthof
- Ommen: Vrijthof
- Tongeren: Vrijthof
- Echt: Vrijthof
- Bree: Vrijthof